# Bob Lee
Robert Gordon „Bob“ Lee (* 2. Februar 1953 in Melton Mowbray) ist ein ehemaliger englischer Fußballspieler.

## Karriere
Lee kam im Juli 1971 als Nachwuchsspieler zum Erstligaaufsteiger Leicester City und unterschrieb im Februar 1972 seinen ersten Profivertrag. Zu seinem Debüt kam er bereits am 18. März 1972 gegen Derby County, brachte es in den folgenden beiden Spielzeiten aber nur sporadisch zu Einsätzen. Erst nach einem Leihgeschäft mit dem Viertligisten Doncaster Rovers, als ihm bei seiner Rückkehr am Boxing Day 1974 zwei Treffer gelangen, stand er als Sturmpartner von Frank Worthington und Chris Garland regelmäßig in der Startaufstellung. In der Saison 1975/76 führte der körperlich starke Stürmer am Saisonende die interne Torschützenliste mit 13 Treffern an. 
Daraufhin wechselte er im September 1976 für 200.000 Pfund zum Ligakonkurrenten AFC Sunderland, der ursprünglich an einer Verpflichtung seines Mannschaftskameraden Worthington interessiert war. Obwohl Lee im Saisonverlauf erneut 13 Treffer gelangen, stieg Sunderland in die Second Division ab. Wegen seiner Leistungsschwankungen und seinem Status als Stareinkauf, entlud sich an Lee, trotz 33 Treffern in insgesamt 120 Pflichtspielen für Sunderland, während der Zweitligajahre gelegentlich der Frust enttäuschter Sunderland-Fans. Nach dem geglückten Wiederaufstieg im Sommer 1980, bei dem Lee als Ergänzungsspieler kaum noch eine Rolle spielte, verblieb der Stürmer durch seinen Wechsel zu den Bristol Rovers in der zweiten Liga. Mit nur zwei Treffern in 23 Ligaeinsätzen und dem Abstieg in die Third Division endete sein Aufenthalt in Bristol bereits nach einem Jahr und er unterzeichnete einen Vertrag bei Carlisle United. 
Die Saison 1981/82 schloss Lee mit Carlisle auf dem zweiten Tabellenrang der Third Division ab, mit elf Saisontreffern hatte er entscheidenden Anteil am Aufstieg der Cumbrians in die Second Division. In der folgenden Zweitligasaison spielte der Angreifer unter Aufstiegstrainer Bob Stokoe nur noch eine untergeordnete Rolle. Noch während der Spielzeit, im Frühjahr 1983, wechselte er zum FC Southampton, kam dort aber bis Saisonende zu keinem Einsatz. Seine letzte Station im englischen Profifußball wurde der Viertligaklub FC Darlington, den er nach fünf Partien ohne Torerfolg bereits im Oktober 1983 wieder verließ, um seine Karriere bei Boston United in der Alliance Premier League, der höchsten Amateurspielklasse des Landes, fortzusetzen. 
Zum Höhepunkt im Herbst seiner Karriere wurde das Halbfinalrückspiel der FA Trophy 1984/85 gegen Altrincham, als er in der Schlussminute mit seinem zweiten Treffer des Spiels das entscheidende Tor zum 3:2 erzielte. Das anschließende Finale ging vor über 20.000 Zuschauern im Londoner Wembley-Stadion mit 1:2 gegen Wealdstone verloren. In der Spielzeit 1985/86 beendete Lee, der um 1983/1984 wohl auch ein Gastspiel in Hongkong gab, seine Fußballerkarriere und übernahm die Leitung eines Pubs in Loughborough.